# Mantispa gulosa
Mantispa gulosa is een insect uit de familie van de Mantispidae, die tot de orde netvleugeligen (Neuroptera) behoort. 
Mantispa gulosa is voor het eerst wetenschappelijk beschreven door Taylor in 1862.